# 近藤京
近藤 京（こんどう みやこ、2003年5月24日 - ）は、日本の女子バスケットボール選手である。ポジションはシューティングガード。Wリーグのアイシン ウィングス所属。

## 来歴
秋田県出身。
安城学園高校でウィンターカップベスト8。
2021年、アイシン ウィングスにアーリーエントリーを経て加入。